# Dwór w Rudzinach
Dwór w Rudzinach (niem. Schloss Reuthau) – dwór z XVI w. we wsi Rudziny (województwo lubuskie) w powiecie żagańskim, wpisany do rejestru zabytków nieruchomych województwa lubuskiego.
Zabytkowy dwór wybudowany w pierwszej połowie XVI w. przez rodzinę von Lutwitz, przebudowany w stylu klasycystycznym na początku XIX w.. Obecnie w ruinie.

## Opis
Piętrowy dwór zbudowany na planie prostokąta z wysokim piętrem; kryty dachem czterospadowym. Od frontu główne wejście w ozdobnym, kamiennym portalu, do którego prowadziły schody. Nad wejściem, przy dachu, trójkątny szczyt, po jego bokach wole oczy. Obok dworu park z połowy XIX w. oraz brama z 1698 r. zwieńczona trójkątnym frontonem z kartuszem na szczycie zawierającym herby: Balthasara Fryderyka von Logau (1645-1702; P) i Marii Elżbiety von Redern (1667-1752; L) i datą na architrawie: ANNO CHRISTI MDCXIIX (MDCXVIII). Po bokach otworu bramnego pilastry imitujące kolumny z inskrypcjami: BALTHASAR FRIDRICUS FREIHER V. LOGAU UND ALTENDORF (L) i MARIA ELISABETH SIDONIA GEBOHR GRAFFIN V. REDERN (P).

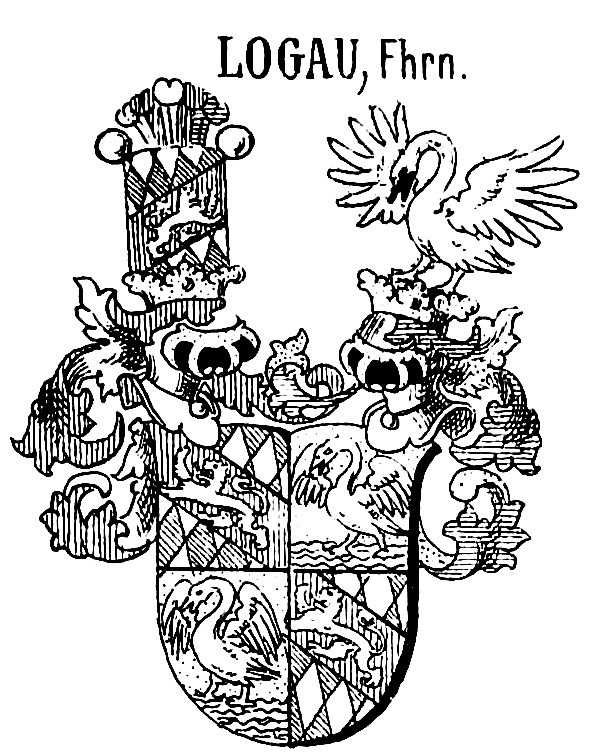
Herb br. Balthasara F. von Logau
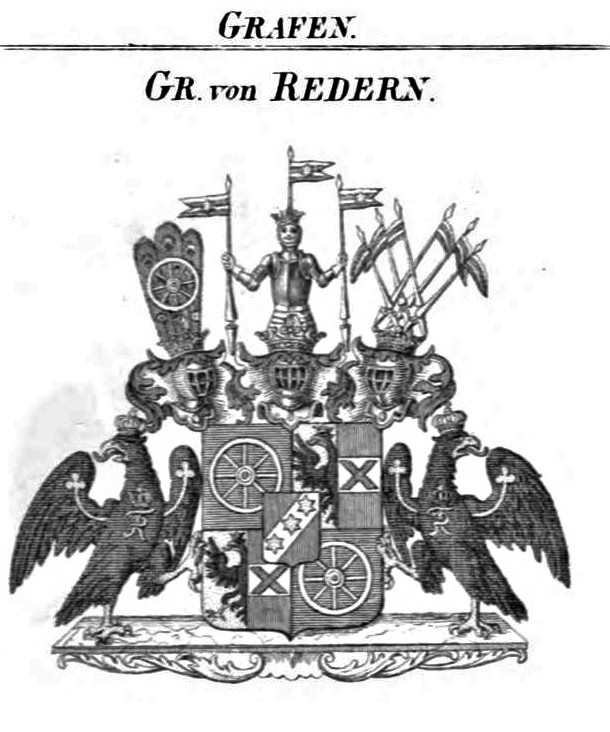
Herb Marii E. von Redern